# 5月5日 (旧暦)
旧暦5月5日（きゅうれきごがついつか）は、旧暦5月の5日目である。六曜は先負である。

## できごと
- 元徳3年/元弘元年（ユリウス暦1331年6月10日） - 元弘の乱[要出典]。後醍醐天皇の再度の倒幕計画が室町幕府に漏洩し日野俊基らを逮捕。天皇は笠置山に籠城したが翌年隠岐に流される
- 元和元年（グレゴリオ暦1615年6月1日） - 徳川家康が大坂夏の陣の為に京都・二条城を出陣
- 天明6年（グレゴリオ暦1786年6月1日） - 江戸幕府の命を受けた最上徳内が択捉島に上陸

## 誕生日
- 貞観9年（ユリウス暦867年6月10日） - 宇多天皇、59代天皇（+ 931年）
- 慶長9年（グレゴリオ暦1604年6月2日） - 上杉定勝、第2代米沢藩主（+ 1645年）
- 寛永19年（グレゴリオ暦1642年6月2日） - 山口素堂、俳人（+ 1716年）
- 延享3年（グレゴリオ暦1746年6月23日） - 塙保己一、国文学者（+ 1821年）
- 宝暦13年（グレゴリオ暦1763年6月15日） - 小林一茶、俳諧師（+ 1827年）
- 文化元年（グレゴリオ暦1804年6月12日） - 高野長英、蘭学者（+ 1850年）
- 文政11年（グレゴリオ暦1828年6月16日） - 広瀬宰平、実業家（+ 1914年）
- 文政12年（グレゴリオ暦1829年6月6日） - 本因坊秀策、囲碁棋士（+ 1862年）
- 天保6年（グレゴリオ暦1835年5月31日） - 土方歳三、新選組副長（+ 1869年）

## 忌日
- 延宝8年（グレゴリオ暦1680年6月1日） - 林鵞峰（春斎）、朱子学者・林羅山の子（* 1618年）
- 元治元年（グレゴリオ暦1864年6月8日） - 冷泉為恭、宮廷絵師

## 記念日・年中行事
- 端午
- 端午節（ 台湾）[1]